# Lưu Khứ
Lưu Khứ (chữ Hán: 劉去, ? - 70 TCN) là vương chư hầu thứ tư của nước Quảng Xuyên dưới thời nhà Hán trong lịch sử Trung Quốc.

## Tập tước Quảng Xuyên vương
Lưu Khứ là con trai thứ của Quảng Xuyên Mục vương Lưu Tề, vương chư hầu thứ hai của nước Quảng Xuyên và là cháu chắt của Hán Cảnh Đế. Trên ông còn có người anh là Lưu Văn, nhưng do vợ thứ sinh ra nên không được lập làm thái tử, mà ngôi thái tử thuộc về Lưu Khứ.
Năm 92 TCN, Lưu Tề bị quan lại triều đình nhà Hán tố cáo đại bất kính, do quá lo sợ mà bệnh chết. Nước Quảng Xuyên bị phế trừ. Được vài tháng, Hán Vũ Đế hạ chiếu rằng:
Quảng Xuyên Huệ vương với trẫm có tình thủ túc, trẫm không nỡ phá bỏ tôn miếu, lấy cháu của Huệ vương là Khứ là Quảng Xuyên vương.
Sau đó chính thức sắc phong tước vương cho Lưu Khứ.
Theo Hán thư ghi nhận, Lưu Khứ là người giỏi về văn học, thông hạo nhiều sách như Dịch, Luận Ngữ, Hiếu Kinh..., lại giỏi võ nghệ và dùng kiếm song tính tình tàn bạo, tụ tập thiểu niên vô lại săn bắn và quật cổ mộ, trong đó có cả mộ của U vương nhà Chu, phát hiện nhiều đồ táng và mĩ nữ được tuẫn táng cùng, sau đó còn quật được mộ của tướng nước Tấn thời Xuân Thu là Loan Thư.

## Nghe lời Chiêu Tín, giết chết phu nhân
Trong cung Quảng Xuyên có nhiều mỹ nhân xinh đẹp, trong số đó hai nàng Vương Chiêu Bình, Vương Địa Dư được Lưu Khứ sủng ái nhất, Khứ từng hứa với cả hai nàng sẽ lập họ làm vương hậu. Sau đó, Lưu Khứ nhiều lần mắc bệnh, mĩ nhân Dương Thành Chiêu Tín thường đến chăm sóc, do đó ông chuyển sang sủng ái Chiêu Tín.
Chiêu Bình và Địa Dư lấy Chiêu Tín được sủng ái, sinh ra ghen ghét đố kị, bèn hợp mưu tìm cách trừ khử Chiêu Tín, nhưng việc bị phát giác. Lưu Khứ cho dùng cực hình với Chiêu Bình, nàng không chịu thừa nhận, lại cho lấy dùi sắt đâm vào người Chiêu Bình, Chiêu Bình phải nhận tội. Lưu Khứ đem Chiêu Bình và Địa Dư, hai người thiếp yêu xử tử một cách tàn bạo. Khứ ra lệnh cho các phu nhân khác dùng kiếm đâm xuyên qua người Địa Dư cho chết, rồi cho Chiêu Tín đích thân dùng kiếm giết Chiêu Bình cùng ba cung nữ hầu cận.
Chiêu Tín sau đó bị bệnh, mộng thấy Chiêu Bình và Địa Dư về hỏi tội, bèn nói Lưu Khứ. Lưu Khứ sai đào thây Chiêu Bình lên rồi đốt đi để trấn yểm.

## Ác hậu Chiêu Tín
Sau đó Lưu Khứ lập Chiêu Tín làm Vương hậu, nhưng lại sủng ái phu nhân Đào Vọng Khanh (tức Vọng Ngưỡng) và Thôi Tu Thành, phong Tu Thành làm Minh Trinh phu nhân, Vọng Khanh là Tu Mĩ phu nhân, sau lại hứa đổi phong Vọng Khanh làm vương hậu. Chiêu Tín biết được, lo sợ cho ngôi vương hậu của mình, bèn tìm cách hãm hại Vọng Khanh, vu cáo Vọng Khanh trước mặt Lưu Khứ. Lưu Khứ tin theo Chiêu Tín, bèn bắt Vọng Khanh đến cho các phu nhân khác xử tử. Vọng Khanh bị Chiêu Tín và các phu nhân dùng lột hết quần áo, dùng cùi đỏ nung lên người cho sống không bằng chết. Cùng đường, Vọng Khanh nhảy xuống giếng tự vẫn nhưng chưa chết. Chiêu Tín sai lôi Vọng Khanh lên, xẻo mũi, cắt miệng rồi đem nấu trước mặt các cung nhân khác.
Sau đó, Lưu Khứ còn nghe lời gièm pha của Chiêu Tín, giết chết em gái mình là Lưu Đô.
Sau đó, Lưu Khứ lại sủng ái nàng Vinh Ái, nhiều lần triệu hạnh. Chiêu Tín dò xét biết được, bèn vu cáo Vinh Cơ có ý đồ bất chính. Lưu Khứ vốn yêu Vinh Cơ, nhưng lúc đó lại nghe lời Chiêu Tín, định xử tội Vinh Cơ. Vinh Cơ lo sợ chuyện Chiêu Bình, Địa Dư và Vọng Khanh trước đây, cùng đường nhảy xuống giếng tự vẫn để khỏi bị Chiêu Tín hãm hại. Chiêu Tín cho lôi Vinh Cơ lên, lấy dao đem nung rồi gí lên người Vinh Cơ, sau đó lại lấy kiếm đâm cho mù hai mắt, lấy dao cắt hai tay, nung chì đổ vào miệng Vinh Cơ. Vinh Cơ cuối cùng chết đi, Chiêu Tín sai phân thây làm nhiều mảnh, chôn mỗi mảnh một nơi.
Sau đó, hễ thấy cung phi nào được Lưu Khứ sủng hạnh nhiều lần, Chiêu Tín liền tìm cớ hãm hại, trước sau giết tất cả 14 người bằng nhiều thủ đoạn tàn ác như hỏa thiêu, phanh thây, đâm xuyên tim... Sau đó còn bày trò hãm hại Minh Trinh phu nhân, lấy tì nữ của mình thay thế chỗ, quản lý hậu cung Quảng Xuyên. Lưu Khứ sau đó lại sa vào tửu sắc, lấy cháu gái của Chiêu Tín phong làm phu nhân.

## Mất tước, tự sát
Năm Lưu Khứ còn chưa thành niên, được một sư phụ dạy kinh Dịch, người này nhiều lần khuyên dạy Lưu Khứ khiến Lưu Khứ bực mình, đuổi đi, sau đó do sư phụ này muốn tố cáo với cha ông, ông sai người giết chết, vụ án này đã lâu không bị nhà Hán phát giác.
Về sau, Lưu Khứ ham mê tửu sắc, nhiều lần triệu ca kĩ vào cung, bắt họ lột đồ ra mà múa hát. Có người tố cáo việc làm của Lưu Khứ trong hậu cung lên nhà Hán, nhà Hán sai sứ giả đến điều tra. Sứ giả muốn gặp Vọng Khanh và em là Đô, Lưu Khứ trả lời
Ả đó dâm loạn, đã tự sát rồi.
Sau đó, nhà Hán ra lệnh xá miễn cho Lưu Khứ.
Lúc Vọng Khanh bị Chiêu Tín hãm hại, phó thác con và em trai là Vọng Đô cho mẹ mình. Chiêu Tín sai nô tì giết bà mẹ và Vọng Đô đi.
Năm Bổn Thủy thứ ba đời Hán Tuyên Đế (70 TCN), Quảng Xuyên nội sử tố cáo tất cả các việc xấu xa của Lưu Khứ lên nhà Hán. Hán Tuyên Đế sai các quan Đại Hồng Lư, Thừa tướng trưởng sử, Ngự sử thừa, Đình úy điều tra, sau đó đình thần xin bắt Chiêu Tín và các nô tì hạ ngục. Hữu ti xin phế tước vương của Lưu Khứ. Triều đình hội nghị, cho rằng Lưu Khứ bội ngược giết thầy, lại nghe lời sàm ngôn mà giết hại cung nhân, giết 16 người, trong đó có ba người cùng một nhà, rồi quyết định phế trừ vương tước, đày sang huyện Thượng Dung và cho hưởng lộc 100 hộ. Lưu Khứ lo sợ tự sát, Dương Thành Chiêu Tín bị chém đầu rồi vứt thủ cấp đi. Nước Quảng Xuyên bị phế trừ, nhập vào nhà Hán.
Lưu Khứ làm vương ở Quảng Xuyên 22 năm, không rõ bao nhiêu tuổi. Bốn năm sau, Tuyên Đế lập Lưu Văn lên làm Quảng Xuyên vương, phụng tự cho Quảng Xuyên Huệ vương Lưu Việt.